# Magasin général
Pour les articles homonymes, voir Magasin général (homonymie).
 (avril 2023).
Si vous disposez d'ouvrages ou d'articles de référence ou si vous connaissez des sites web de qualité traitant du thème abordé ici, merci de compléter l'article en donnant les références utiles à sa vérifiabilité et en les liant à la section « Notes et références ».

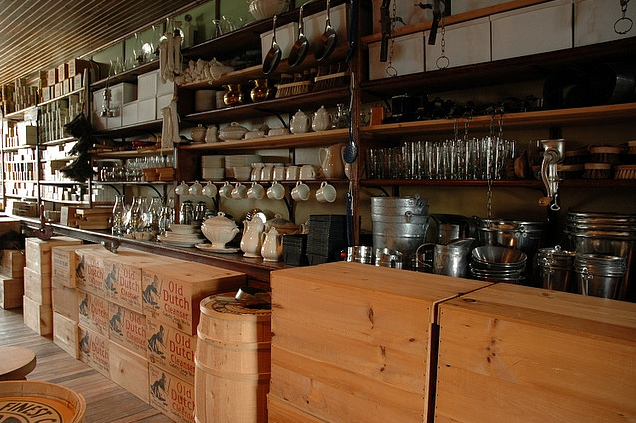
Reconstitution de l'intérieur d'un magasin général

Un magasin général est un commerce de détail situé dans une petite ville, un village ou dans une zone rurale. Il propose à sa clientèle, une large sélection de marchandises dans un espace de taille moyenne. Les gens du village, de la ville et des zones rurales environnantes venaient ainsi au magasin général pour y acheter tous leurs biens de première nécessité, ceux disposés sur de hautes étagères et un grand comptoir de bois, aussi bien que ceux qu’ils avaient commandé au gérant, quelques semaines ou quelques mois auparavant, pour qu’il puisse les faire venir de villes plus grandes ou des ports maritimes.

## Le magasin général en Amérique du Nord
Le terme « Magasin général » désigne notamment au Québec, un local où est conservé et exposé une large variété de marchandises. On y trouve de tout, depuis les produits alimentaires jusqu'aux produits manufacturés de consommation : équipement agricole, vêtements pour le travail et la famille, articles de ménage, pétrole lampant pour les lampes d’éclairage, voire du carburant pour les automobiles dès le milieu des années 1930. Le magasin général est un phénomène essentiellement rural dont les points de vente se trouvent en majorité implantés à leurs débuts, dans les municipalités de moins de 1 000 habitants, alors que d'une région à l'autre, le nombre de magasins généraux peut varier en fonction de la population résidant localement et de la superficie de l'arrière-pays à desservir.

« Il y a 100 ans, tous les villages du Québec ou presque, avaient le leur. On y passait pour acheter de la farine, une pelle, une robe pour la petite dernière... Surtout, on venait s'informer des dernières nouvelles (ou colporter les derniers potins. ... jusqu'au milieu du XXe siècle, le cœur des villageois battait au rythme de leur magasin général. »

— Stéphanie Morin  ,  La Presse, Montréal

### Éléments architecturaux et urbains

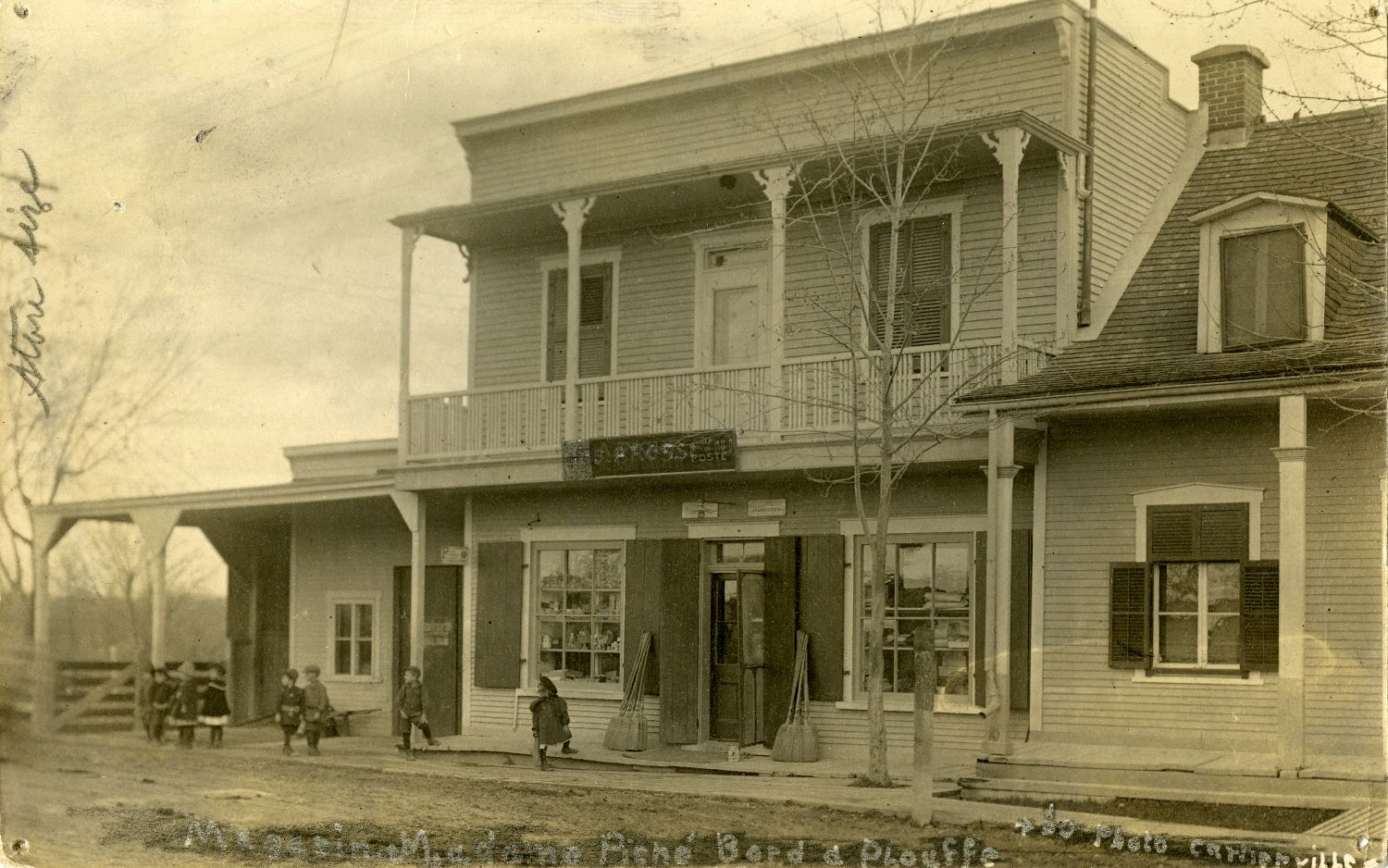
Magasin général Jos. Brosseau à Laval, Québec, 1910

L'architecture du magasin général se caractérise tout d'abord par la composition de sa façade. En milieu urbanisé, il est généralement constitué d'une façade à pignon, tandis qu’en milieu moins peuplé, son long pan s'aligne parallèlement à la rue. Habituellement haussé sur une fondation sur pilotis à moins d’un mètre au-dessus du sol, sa façade est percée d'une porte centrale, flanquée elle-même de deux larges fenêtres qui pouvaient tenir lieu de vitrine notamment en ville. Au rez-de-chaussée, la plupart du temps, une galerie couverte permet le transbordement des marchandises à l’abri des intempéries. Cette galerie est habituellement surmontée d'un abri ou d'un balcon, qui sert très souvent de support à l'enseigne du magasin. Le magasin général compte habituellement de un à trois étages et se coiffe le plus souvent d'un toit plat – dans sa version urbaine – et d'un toit à deux versants, percés ou non de lucarnes, lorsqu'il s'aligne parallèlement à la rue du bourg, souvent nommée la Rue Principale.

### L’exemple québécois
Le magasin général est un des phénomènes notoires du commerce de marchandises dans le Québec du XIXe siècle. Sous le Régime français, les marchandises circulent peu et les habitants s'approvisionnent auprès de marchands ambulants, à la ville, ou directement sur le quai des ports auprès des bateaux en provenance d'Europe. À partir de 1760, les premiers villages se constituent et l’on voit apparaître alors, les premiers magasins généraux. Mais il faut surtout attendre la première moitié du XIXe siècle pour que ce phénomène se généralise et atteigne son apogée avec l'importante croissance économique de la période 1850-1875.

### Lieu de vie
Le magasin général était aussi un lieu de rencontre pour les membres de la communauté qui n’avaient pas beaucoup d’autres endroits - hormis le parvis de l’église - pour échanger, construire et entretenir des amitiés, ainsi que d'échanger les nouvelles. Le gérant du magasin général était également une personnalité importante, non seulement parce qu'il fournissait des marchandises indispensables (grains, sucre, huile de table, sel, pétrole pour l’éclairage, etc.) mais parce qu'il était aussi la source incontournable des nouvelles du bourg et de ses environs, comme des commérages. Parce que les produits alimentaires de la terre comme de la forêt ont toujours eu tendance à être des ressources saisonnières, particulièrement dans le nord-Est de l’Amérique du Nord, le commerçant prolongeait parfois le crédit à long terme - usuellement de six mois - à une année. L'argent était rare dans beaucoup de zones rurales et quelques-uns de ces commerces avaient même mis en place pour aider la communauté, un échange de biens basé sur le troc.

### Déclin inévitable
Le ralentissement de la fin du XIXe siècle amorce le déclin du magasin général, qui s'accentue au tournant du XXe siècle avec l'arrivée de la vente par catalogue, de la vente à crédit et de l'amélioration des moyens de communication. Il a été surtout remplacé par des magasins de détail spécialisés, qui n’offraient alors qu’une gamme de produits relativement étroite (pharmacien, épicier, magasin de vêtements, etc.) ou qui ne commercialisaient plus qu’un type particulier de biens (boulanger, ferblantier, bourrelier, tailleur, bureau postal, etc.)
S’ajouteront l’arrivée successive du téléphone, de l'électricité, de l'automobile, de la télévision, des supermarchés, des vastes centres commerciaux et de la restauration rapide, venues essentiellement des États-Unis, ont fini par signer l’arrêt de mort des magasins généraux au Québec comme partout ailleurs en Amérique du Nord. En même temps la Révolution tranquille des années 1960 remettait tout en question, de la façon de vivre à la religion, en passant par les valeurs familiales des Québécois. L’individualisme et la réussite matérielle menèrent aux magasins à grande surface et les derniers magasins généraux fermèrent face aux géants de l’agro-alimentaire, des magasins de rénovation et autres magasins de bricolage. Ce sont les dépanneurs du coin, sorte de magasins généraux miniatures ouverts 24 heures/jour, qui prirent alors la relève.

## Le magasin général dans la culture

### Dans la fiction
Magasin général est une bande dessinée de Régis Loisel et Jean-Louis Tripp publiée depuis 2006. Née d’une collaboration franco-québécoise, l’action de la BD se déroule dans les années 1920, au cœur d’un village typiquement canadien-français où l'héroïne, Marie, est une veuve responsable du magasin général.

En 2010, cette bande dessinée a été adaptée au théâtre par la dramaturge auteure et metteuse en scène franco-ontarienne Anne-Marie Riel au Théâtre de l'Île, situé à Gatineau. La pièce qui a connu un fort succès, marquait la première adaptation d’une bande-dessinée au théâtre de façon professionnelle au Canada. Là où les deux bédéistes français immigrés au Québec ont cherché le compromis afin de plaire aux lecteurs des deux côtés de l'Atlantique, la dramaturge a plutôt choisi de donner au langage des protagonistes une saveur bien québécoise[réf. nécessaire].
Dans le roman de Laura Ingalls Wilder La Petite Maison dans la prairie, qui situe son histoire en 1870 et dont Michael Landon a tiré une série télévisée de 205 épisodes, le magasin général de la famille Oleson est un lieu particulièrement important. C'est le seul magasin du village, Oleson's Mercantile, planté au milieu du bourg de Walnut Grove (Minnesota) où travaillent et vivent Harriet et son mari Nels Oleson ainsi que leurs enfants Nellie et Willie. C’est dans ce magasin général que Charles va s’approvisionner, rencontrer des confrères et des amis, trouver l’outil qu’il lui faut remplacer… C’est également là où Caroline emmène ses filles pour leur acheter une paire de nouvelles galoches, en même temps qu’elle achètera de la farine et quelques aiguilles à coudre, etc.
Mémoires d'un magasin général est le second court-métrage du cinéaste Jocelyn Forgues, originaire de Moose Creek (là ou a été tourné le docu-fiction). Entre fiction et documentaire, le court-métrage suit Julie, une jeune fille qui rêve de quitter son petit village de l'Est Ontarien pour devenir une grande cinéaste, qui va interviewer des aînés de la région, dont le propriétaire du magasin général du village, Claude Prévost, un vétéran de la Seconde Guerre mondiale[réf. nécessaire].

### Musées historiques avec un Magasin Général (Québec et États-Unis)
- Le Magasin Général de L'Anse-à-Beaufils, Percé (Québec)
- Le Magasin général Le Brun de Maskinongé, en Mauricie (Québec)
- L’ancien Magasin Général A.G. de Petit-Matane (Québec)
- Société d’Histoire de St Hilaire/Beloeil : le Magasin Général de Saint-Hilaire (Québec)
- Emile Sirois, marchand général de McMasterville (Québec)
- Louis St Laurent à Compton Cantons de l'Est (Québec)
- Le Magasin Général du père de Louis-S. St-Laurent (Parc Canada)
- New Boston Historical Society (New Hampshire)
- The Old Country Store and Museum (New Hampshire)